# Cratere Kong
Kong  è un cratere sulla superficie di Marte.